# Gobierno de la Defensa

Bandera de Uruguay usada por el Gobierno de la Defensa

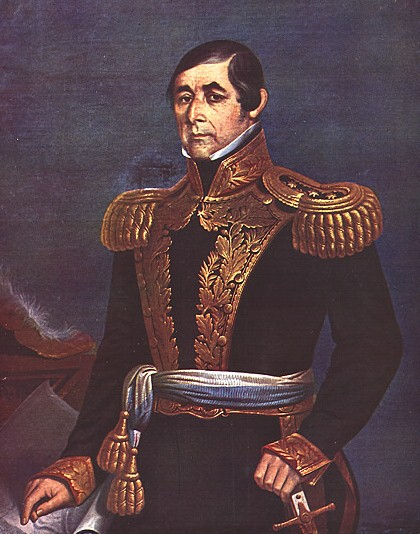
Fructuoso Rivera.

Se denomina por la historiografía oficial del Uruguay Gobierno de la Defensa al gobierno del bando capitalino durante la Guerra Grande. 
Durante los 8 años que estuvo en vigencia, desde 1843 hasta 1851, controló únicamente la capital, Montevideo y fue administrado por el Partido Colorado, liderado en un inicio por el caudillo Fructuoso Rivera. Su nombre tan particular se debe a que siempre se mantenía a la defensiva, dentro de las murallas de la ciudad, debido al largo sitio impuesto por las tropas del Partido Nacional. 

## Antecedentes

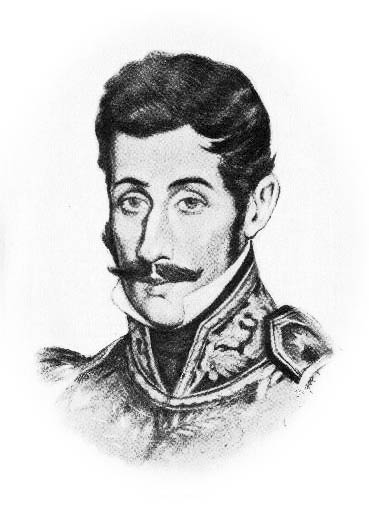
Manuel Oribe.

Manuel Oribe había resignado en 1838 la presidencia de Uruguay, tras su derrota en la guerra civil que se inició con el levantamiento de Rivera en 1836 y la Batalla de Carpintería. El 6 de diciembre de 1842 Oribe, al frente de tropas integradas a partes aproximadamente iguales de orientales y argentinos, derrotó a Rivera en la batalla de Arroyo Grande. La pugna entre los orientales se mezcló fuertemente con la guerra civil argentina entre los federales de Juan Manuel de Rosas, con quienes se alió Oribe, y los unitarios, aliados de Rivera después de la batalla de Arroyo Grande.
Oribe se organizó sobre las afueras de Montevideo, a la que puso sitio el 16 de febrero de 1843. Se inauguró de esta forma el Sitio Grande, un largo periodo de ocho años en los que la situación no tendría cambios sustanciales. Podía preverse un rápido y triunfal ataque sobre la capital que, si bien conservaba aún parte de sus fortificaciones, era mucho más vulnerable que a principios del siglo XIX. Si ello no se produjo fue debido a la combinación de una serie de factores nacionales e internacionales y la férrea voluntad de un grupo de dirigentes que elevaron la defensa de la estrecha plaza a un alto nivel de idealismo y que se consideraron adalides de la civilización y la libertad.

## Organización política y administrativa
En 1843 Rivera era aún presidente del Uruguay, pero se hallaba en la campaña reuniendo fuerzas para reorganizar la lucha. El 15 de marzo terminó su mandato y, con casi todo el territorio del país en el poder de las fuerzas de Oribe, resultaba imposible realizar las elecciones. En lugar de las Cámaras se crearon dos organismos que hacían las veces de Poder Legislativo: la Asamblea de notables y el Consejo de Estado, provistos por designación directa. Sin embargo, lejos de legitimar la dictadura, intentaron realmente ejercer sus funciones de contralor del gobierno; los conflictos con el Poder Ejecutivo fueron constantes, de modo que el Parlamento nombró como titular provisorio del Poder Ejecutivo a Joaquín Suárez, hombre de gran prestigio personal por su independencia de criterios, honestidad y su gran sacrificio económico hacia la patria oriental.
Entre los personajes que lo rodearon destacaron con perfiles propios Manuel Herrera y Obes, que ocupó el ministerio de Relaciones Exteriores, Melchor Pacheco y Obes, ministro de Guerra, Francisco J. Muñoz, Nicolás Herrera, y el joven Andrés Lamas, jefe político de Montevideo y más tarde diplomático en Brasil. Hasta su muerte en 1847, también fue influyente la figura de Santiago Vázquez. Eran los herederos directos del antiguo Club del Barón que rodeó a Carlos Federico Lecor durante la Provincia Cisplatina, y representaban al patriarcado urbano inspirado en Europa, imbuido de liberalismo, enemigos de los caudillos y de los autoritarismos personales – pese a lo cual no vacilaron a la hora de procurar su apoyo –. En este esquema, el aceptar y fomentar la ayuda extranjera que no afectaba en absoluto su nacionalismo; antes bien, veían en este apoyo la conmixion de fuerzas civilizadoras en combate contra la barbarie caudillesca y los nuevos señores feudales, los grandes hacendados ecuestres del medio rural de los que Rosas era ejemplo arquetípico. Estaban convencidos de que Oribe era apenas un lugarteniente del tirano de Buenos Aires y que de triunfar la causa que defendía, la independencia del Uruguay habría desaparecido.

## Tropas extranjeras
Durante los ocho años que duró el sitio grande hubo en Montevideo muchos más extranjeros que orientales; soldados franceses, italianos, ingleses y vascos se sumaron a la causa, a veces por identificación con los principios, a veces en carácter de simples mercenarios.
Particular trascendencia tuvo la participación del condottiero Giuseppe Garibaldi, quien, al frente de sus tropas personales, combatió con más entusiasmo que éxito hasta 1848. La grave conmoción que sufría su patria lo llevó a regresar a ella, ahora con las lecciones aprendidas en esta campaña. Si Garibaldi actuó en Montevideo por idealismo o como un simple soldado profesional es un dilema que la historiografía de Uruguay ha abordado con escasa objetividad y notorio abanderamiento.
También ejercieron fuerte influencia los emigrados argentinos, todos unitarios, entre los que se destacaron los generales José María Paz y Juan Lavalle, otros militares como Bartolomé Mitre, o civiles como José Rivera Indarte, Florencio Varela (asesinado en marzo de 1848), José Mármol, Juan Bautista Alberdi o Domingo Faustino Sarmiento, que vivió en un breve periodo en la ciudad. En el plano militar fueron destacándose entre los sitiados algunos oficiales jóvenes, que jugarían un papel decisivo en años posteriores: Venancio Flores, Anacleto Medina, César Díaz y Lorenzo Batlle.
Pese a las tareas de defensa militar se realizó una intensa labor de gobierno que incluyó la creación del instituto Histórico y Cartográfico del Uruguay, la inauguración de la Casa de la Moneda, del instituto de Instrucción Pública y la puesta en funcionamiento de la Universidad de la República (18 de junio de 1849), que había sido fundada por Oribe en 1838. En 1843, antes de la formalización del sitio, el gobierno de Rivera había declarado una discutida abolición de la esclavitud que sólo era realmente efectiva para quienes integraban el Ejército.

## Decisiones en el gobierno de la Defensa
Particular interés tienen las relaciones entre el caudillo Rivera y el gobierno de la Defensa, que distaron de ser idílicas. En principio todos los integrantes del bando anti-oribista reconocían a Rivera como su jefe natural (eran “colorados”); pero después de la Batalla de Arroyo Grande el jefe derrotado cayó en desgracia y comenzaron a cuestionar su autoritarismo y su escaso respeto a las leyes (el mismo escaso respeto que lo había llevado a la segunda presidencia y había catapultado con altos cargos de gobierno a muchos de los que entonces lo criticaron).
Después de finalizar su período como presidente, Rivera se dedicó a organizar la lucha de la campaña, pero en marzo de 1845 sufrió una catastrófica derrota ante Justo José de Urquiza en la Batalla de India Muerta y se refugió en Brasil. De inmediato el gobierno de la Defensa lo destituyó de sus cargos militares y nombró en su lugar a Anacleto Medina. Se aprobó también una disposición que prohibía el retorno de Rivera a Uruguay, salvo autorización expresa del Ministro de Defensa.
El caudillo fue puesto en prisión por los brasileños, que lo acusaban de conspirar junto a los caudillos riograndenses republicanos y separatistas. El gobierno de Montevideo lo designó entonces representante en Paraguay, con la esperanza de mantenerlo retirado del país al tiempo que hacía algo por su libertad, pero el gobierno de Brasil le negó el permiso para viajar a Asunción al tiempo que lo liberaba y lo embarcaba en la goleta Perla rumbo a Montevideo. Llegó Rivera a esa ciudad el 18 de marzo de 1846 y de inmediato organizó una rebelión capaz de devolverle la influencia política y militar que había perdido.
Con parte de las guarniciones militares y la numerosa población civil en actitud de insubordinación en favor del formidable caudillo (“Se viene el Patrón”, era la consigna), el gobierno intentó prohibir su desembarco e incluso  le ofreció un cargo diplomático en Europa, que fue orgullosamente rechazado. En un último esfuerzo por librarse de Rivera el gobierno, por influencia de la Sociedad Nacional (una agrupación de destacados ciudadanos enemigos de Rivera, presidida por Santiago Vázquez), decretó su destierro. No obstante, el 1 de abril se sublevaron el batallón de vascos, los negros libertos que formaban parte de la infantería y otras fuerzas comandadas por César Díaz y Venancio Flores, pidiendo la liberación de Rivera. 
El efecto de la sublevación fue inmediato: Melchor Pacheco y Obes dimitió de su cargo de comandante general de armas y se embarcó hacia Europa, los ministros Santiago Vázquez y Francisco J. Muñoz renunciaron y el gobierno anuló su decreto y autorizó el desembarco del caudillo. Rivera descendió del barco en loor de multitudes, del brazo de su esposa (que había sido el centro de la conspiración). El nuevo ministro de Guerra, José A. Costa, lo designó de inmediato general en jefe de ejército de Operaciones, y el gobierno, buscando aliviar sus responsabilidades ante quien era otra vez el “hombre fuerte”, lo nombró gran mariscal de la República. De inmediato se incorporaron a la Asamblea de Notables una serie de personalidades cercanas al caudillo, y dos patricios de rancia estirpe –Gabriel Antonio Pereira y Miguel Barreiro– pasaron a ocupar los ministerios de Gobierno y Hacienda y de Relaciones Exteriores, respectivamente.

## Negociaciones de paz
La política que el siempre volátil Rivera impulsaba en ese momento era la de procurar un acuerdo “entre orientales” con Oribe, buscando la evacuación de todas las tropas extranjeras de uno y otro bando, y la normalización de la vida política del país. Esto era inasumible para los idealistas “doctores” de la Defensa, que consideraban al fundador del Partido Colorado un subordinado a las apetencias expansivas del tirano de Rosas. Hubo intercambio de correspondencias entre Oribe y Venancio Flores, y se entrevistaron delegados de ambos caudillos. El gobierno de Joaquín Suárez no autorizó esas tratativas, tras lo cual dimitieron Pereira, Barreiro y el propio Flores que se marchó del país.
Pero Rivera, otra vez en la campaña, continuó procurando una negociación con Oribe, apoyado en algunos éxitos militares (toma de Mercedes, toma de Paysandú en diciembre de 1846, con graves excesos por parte de los agresores). Pero en enero de 1847 el caudillo fue totalmente diezmado en la Batalla del Cerro de las Ánimas (Tacuarembó) por tropas blancas que conducían Ignacio Oribe y Servando Gómez, los que reconquistaron de inmediato Paysandú y Mercedes. El gobierno de la Defensa, en el que Manuel Herrera y Obes había vuelto a ocupar los ministerios de Gobierno y Relaciones exteriores, desconoció las gestiones de Rivera ante Oribe.
El caudillo persistió en su intento e hizo llegar al presidente del Gobierno del Cerrito una propuesta de paz de ocho condiciones (fin de la guerra, devolución de propiedades confiscadas, elecciones, etc.). El gobierno entonces decretó la destitución de Rivera de todos sus cargos y ordenó su destierro de la República “Por todo el tiempo que dure la presente guerra”. El 4 de diciembre de 1847 los coroneles Lorenzo Batlle y Francisco Tajes detuvieron al derrotado Rivera en Maldonado y lo deportaron a Brasil en un buque francés.

## Los tratados de 1851 y el fin de la guerra
El caudillo no regresaría hasta 1854 para morir en Melo, apenas pisado territorio oriental. Los doctores de la Defensa sabían que la posibilidad de resistir y volcar el conflicto a su favor se basaba en el apoyo de Francia y Gran Bretaña, e hicieron todas las gestiones posibles para no perderlo. Pero en 1849, después de la victoria de Rosas sobre la intervención anglo-francesa y los tratados Howden-Arana (1847) y Le Predour-Arana (1849), ese soporte quedaba totalmente anulado y la suerte de Montevideo estaba echada. El gobierno envió entonces dos misiones diplomáticas al exterior de Melchor Pacheco y Obes a Francia, en procura de que este país mantuviera su apoyo a la Defensa, que no tuvo éxito (aunque logró que Alejandro Dumás firmase un opúsculo propagandístico titulado Montevideo la Nueva Troya) y la otra a cargo de Andrés Lamas, quien viajó a Río de Janeiro para intentar la intervención del Imperio del Brasil en el conflicto. Esta segunda misión diplomática corrió paralela a las gestiones de Manuel de Herrera y Obes ante el caudillo entrerriano Urquiza, muy distanciado de Rosas.
En esas negociaciones el gobierno de la Defensa obtuvo un notable éxito diplomático que le permitió salvar su comprometida situación y ganar la guerra. El 12 de octubre de 1851 (aniversario de la Batalla de Sarandí) Andrés Lamas firmó con Brasil los célebres cinco tratados por los que, entre otras cosas, Uruguay renunciaba todo su derecho sobre el territorio de Misiones Orientales a cambio de la intervención de Río de Janeiro en una guerra regional que estaba empezando a terminar: cuatro días antes, el 8 de octubre, bajo la intervención del argentino Urquiza gestionada por Manuel de Herrera y Obes, se había firmado otro tratado de paz bajo la fórmula “ni vencedores ni vencidos”. Ambos tratados, que lograrían alienar a las fuerzas regionales para finalmente terminar con el gobierno de Rosas, desarmaban el sitio de Oribe, dejando así la totalidad del territorio Oriental bajo la égida del Gobierno de la Defensa.
La historiografía blanca ha tratado con extrema dureza a los hombres que sostuvieron la enconada resistencia de Montevideo, acusándolos de haber vendido la mitad del país para salvar sus intereses. En el otro extremo, los historiadores colorados han glorificado a la defensa consagrando a sus dirigentes como los salvadores de la independencia nacional, ante las pretensiones Expansivas de Rosas y acusando a Oribe de ser un traidor al servicio de éste. Estas interpretaciones maniqueas no reflejan sino los puntos de vista de los que combatieron en aquellos bravos años, que no parecen haber sido superados. Los hombres del Cerrito creían defender la soberanía nacional ante la constante presencia extranjera, y levantaron la “causa americana”, antiimperialista y nacional. Los de la Defensa, cargados de idealismo liberal, creyeron siempre ser poseedores de la nacionalidad oriental agremiada por un tirano y, más hondamente, representar la causa de la libertad y la civilización ante la barbarie de los caudillos incluso a los que transitoriamente los hubieran apoyado.

“Encontrábase Uruguay en estado de guerra civil casi perenne, que es el mayor obstáculo al progreso de que es susceptible aquella esplendida parte del mundo, sin rival por su riqueza. El motivo de la intestina discordia era entonces la pretensión de la presidencia de la Republica de los dos generales Fructuoso Rivera y Manuel Ourives (...). Montevideo es un verdadero mercado cosmopolita, donde los extranjeros eran siempre, por lo menos de numero igual a los locales, y los intereses extranjeros son casi siempre superiores a los de aquellos”. Garibaldi